# Шемен (Јура)
Шемен (фр. Chemin) насеље је и општина у источној Француској у региону Франш-Конте, у департману Јура која припада префектури Доле.
По подацима из 2011. године у општини је живело 346 становника, а густина насељености је износила 37,86 становника/km². Општина се простире на површини од 9,14 km². Налази се на средњој надморској висини од 185 метара (максималној 188 m, а минималној 182 m).

## Демографија
| 1962. | 1968. | 1975. | 1982. | 1990. | 1999. | 2011. |
| ----- | ----- | ----- | ----- | ----- | ----- | ----- |
| 295   | 317   | 294   | 333   | 383   | 380   | 346   |

График промене броја становника у току последњих година